# Discocyrtus curvipes
Discocyrtus curvipes is een hooiwagen uit de familie Gonyleptidae.